# 深入敌后：雷神战争
《雷神之戰》（台湾又译作），是雷神之鎚系列的競技場式第一人稱射擊遊戲，由Splash Damage開發了Windows的版本，後來又由Nerve Software開發Xbox 360版，Underground Development則開發PS3的版本，亦有Mac OS X和Linux的版本。《雷神之戰》由Activision發行，其所使用的是《毀滅戰士3》的引擎id Tech 4。《雷神之戰》與《雷神之鎚2》和《雷神之鎚4》有相同的遊戲背景。外星種族Strogg向地球發動侵略，全球各國組織起GDF抵抗外敵。

## 遊戲進行
《雷神之戰》類似於《雷神之鎚3》，以多人線上對戰為主，沒有常見的單人遊戲、劇情模式。玩家在遊戲中可以選擇人類的聯盟GDF（Global Defence Force，全球防禦武力）或者外星人Strogg陣營。遊戲由人類對抗外星人，而其遊戲模式共分三種：Objective、Campaign、Stopwatch。Objective是單一張地圖的戰鬥，Campaign則是連續的三張地圖，還有Stopwatch，玩家在一張地圖中輪流擔任攻擊或守備方。不管哪種模式，一場遊戲一定由一邊擔任攻方，一邊擔任守方。
遊戲有數個兵種，各個兵種在這些戰鬥中都有他們要完成的任務目標，好比破壞目標物、架設橋樑、防守目標物等。這些任務有的是主要性的，一旦完成就會讓遊戲進入下一階段或結束，例如破壞特定目標物、入侵電腦系統等。有個任務則是次要性的，像是維修載具或修築哨塔。玩家可以自由選擇要進行哪一項任務。在戰鬥中，玩家可能會因為受到太多傷害而倒地，這時玩家是不能動彈的，但是醫護兵或技術員可以救起己方倒地的人員，讓他們直接回到戰場上繼續戰鬥。然而倒地的人要是再受到傷害（好比被槍枝射擊、炸彈炸傷）就會完全死去。被爆炸炸死的人會直接死亡，不會有讓友方直接救起來的機會。死去或倒地的玩家可以選擇在己方佔領的地點重生，不過需要等待一段時間才能重生。重生點每隔一段時間就可以讓死去或倒地的玩家重新投入戰鬥，重生點有時也能找到載具。如果玩家所屬的陣營有多個重生點，那麼玩家可以自由選擇由何處重生。
遊戲一個很重要的概念是「佔領」，一張地圖會被劃分為許多區塊，GDF和Strogg各自佔有一部份。砲塔等固定性的設施只能建設在己方領土上。若是一個區域被攻方佔領了，那麼攻方就可以由那個區域的重生點重生（現在他們離守方的基地更近，能夠造成更大的威脅）。守方沒辦法奪回已經被佔領的區域，只能想辦法守住他們的領土。
此外，一旦玩家扮演某個兵種累積了足夠的分數，那麼他就可以使用一些額外的武器或者有更好的作戰效率，好比可以使用榴彈發射器或能更快速的填充重武器彈藥。此外，遊戲設有經驗值（XP）的系統，在一場遊戲中，完成任務目標可以累積經驗值，一旦玩家扮演某個兵種累積了足夠的經驗值，那麼他就可以使用一些額外的武器或者有更好的作戰效率，好比可以使用榴彈發射器或能更快速的填充重武器彈藥。當一場遊戲結束時這些累積的經驗值不會留存，也就是說每場遊戲開始時雙方都由零開始，但是表現良好的玩家可以很快的提升角色的能力。

### 兵種
每場遊戲開始時，玩家都必須選擇擔任某個兵種的士兵來進行遊戲，遊戲期間可以在重生時自由切換兵種和攜帶的武器。不同的兵種有不同的特色和所長之處，因此團隊合作對於獲勝相當重要。此外，有些任務一定要特定的兵種才能完成，例如建造或維修一定要工程兵/建造者才能完成。雖然兩個陣營的兵種有不一樣的名稱、裝備和素質，但是他們的角色大致上是相同的。以下先列出的是GDF的兵種名，後列出的是Strogg的兵種名。
- 士兵/進攻者（Soldier/Aggressor）：有最好的戰鬥能力，他們能使用各種武器，包含步槍、機關槍和飛彈發射器等，因此他們可以對付幾乎每一種目標。他們也能放置炸藥，破壞目標物。
- 醫護兵/技術員（Medic/Technician）：他們可以治療受傷的隊友，也能救起重傷倒地而無法動彈的人。
- 工程兵/建造者（Engineer/Constructor）：負責呼叫防禦性的砲塔到戰場上，同時能夠修復一切損壞的載具或砲塔。他們也攜帶軌雷，可以放置在隱密的地方，在敵方通過時自動引爆。有些任務需要他們負責維修機具、建築。
- 戰場支援兵/壓制者（Field Ops/Oppressor）：可以呼叫砲擊用的砲車/砲台到戰場上，也能直接呼叫空軍/宇宙艦隊對地轟炸。
- 隱匿兵/滲透者（Covert Ops/Infiltrator）：他們攜帶最精確的槍枝，可以「偷取」敵人死屍的樣貌並完全偽裝成敵人。入侵敵方電腦系統、暫時癱瘓砲塔也是他們的能力之一。由他們佈署的雷達可以在地圖上標示出敵軍的位置。

### 載具
遊戲裡包含了相當多類型的載具，每個都有不同的功能、角色。雙方只能駕駛己方陣營的載具，不能偷取對方的載具使用。此外，玩家要是把載具棄置在戰場上一段時間以後，載具就會自動毀壞，再在重生點出現（載具的總數量是固定的）。
- GDF
  - 哈士奇四輪車（Husky Quad）：高速的單人小型四輪車，完全不提供駕駛任何防護力也沒有架設武器，但是讓GDF士兵可以快速抵達戰場。
  - 犰狳卡車（Armadillo Truck）：類似吉普車的車輛，有輕裝甲和很高的機動性。車尾設有一機槍，需要一名額外槍手操作。可以運載數名乘客。
  - 特洛伊裝甲運兵車（Trojan APC）：火力、裝甲和機動性都很優良的運兵車，配有一挺機槍和飛彈發射器作為武器。也有運兵的能力。
  - 泰坦坦克（Titan Tank）：重型的主力坦克，有很厚重的裝甲和高強的火力。其主砲可以輕易解決敵方車輛，而車頂機槍可以對付步兵。
  - 阿南西攻擊直昇機（Anansi Attack 'Copter）：GDF的空中武力，配備各式的飛彈及機槍，能夠輕易消滅敵人的裝甲部隊並高速的脫離戰場。
  - 熊蜂突擊直昇機（Bumblebee Assault 'Copter）：重型的運兵直昇機。有很大的運載量，可讓一群士兵快速投入前線戰鬥。它裝備的一挺機槍以及兩門機砲能在降落時清空降落區的敵人。
  - 鴨嘴獸突擊艇（Platypus Assault Boat）：高速的水上小艇，配有一門機槍。
  - 機動指揮站（Mobile Command Post，簡稱MCP）：MCP是一台大型的裝甲車，裝甲厚重、火力強大而移動緩慢。它不是一般的載具，只有在特定任務中才會出現。在那些任務中，GDF玩家需要把MCP開到指定地點（MCP進駐以後能夠直接佔領該區域），並讓MCP對目標發射大型飛彈。
- Strogg
  - 伊卡魯斯重力背包（Icarus GravPack）：這是一個類似噴射背包的機器，Strogg可以把它穿起來，它的反重力引擎能夠讓Strogg士兵快速的飛抵戰場，它也配備了炸彈可以發射。
  - 野豬偵察載具（Hog Scout Vehicle）：高速、裝甲薄弱的車輛，當它高速前進的時候前方會升起能量護盾，破壞撞擊到的事物。車頂亦設有一挺機槍（Hyperblaster）。
  - 褻瀆者懸浮坦克（Desecrator Hover Tank）：Strogg的反重力懸浮坦克，有厚重的裝甲和強大的火力，武器包含一門電漿主砲和車頂機槍。
  - 獨眼巨人重型機甲（Cyclops Heavy Walker）：雙足的大型機器人，配備了兩門火力強大的電漿大砲以及一門機砲。它的裝甲十分厚重，不過移動相當緩慢。
  - 折磨者攻擊戰機（Tormentor Attack Craft）：型似昆蟲的戰機，可以進行對地和對空作戰。反重力引擎提供了它很好的機動性，讓它能夠自由穿梭戰場並消滅敵方部隊。

## 開發
《雷神之戰》開發的消息最初宣佈是在2005年5月16日。公眾beta在2007年6月20日開放給FilePlanet的付費訂閱者，23日開放給非付費成員。在2007年的QuakeCon限定的一段時間裡也發送過beta金鑰。公眾beta在同年9月25日結束。第二版beta則在8月3日開始，其中包含取代了下水道（Sewer），名為峽谷（Valley）的新地圖，和幾個提升效能並增補新特色的遊戲編碼調整。這個地圖在一個beta之前的教學影片裡就出現過了，也是2006年QuakeCon可玩的地圖之一。峽谷地圖的設計參考了一個真實的地點：尤塞米提谷。
在2007年9月10日的時候發行了適用於Windows的試玩版，10月16日時則有Linux試玩版，試玩版中也有峽谷地圖。完整的Linux試玩版和Mas OS X版在10月19日釋出。在2008年1月發行了2.0版的試玩版，這裡包含了「教學模式」等在1.4版新增的特色。原本的1.0版試玩版不再開放下載。最後零售版，在Windows上是2007年9月28日，Linux上是10月19日發行的（由id Software的僱員堤摩西·貝西特（Timothee Besset）開發）。

### MegaTexture
《雷神之戰》使用了改良自id Tech 4的遊戲引擎，其中增加了名為MegaTexture的技術，這是由id Software的約翰·卡馬克開發的新式材質貼圖技術。這種新技術讓地圖可以具備完全的獨特性，沒有任何重複的地形片（terrain tile）。戰場可以延升到地平線而不需要任何霧化處理，超過一平方英里的地形有英寸等級的細節。同時也讓地形可以表現出諸如子彈擊中、輪痕、音效等地形式的細節。每個MegaTexture都從一張32768×32768像素的圖像而來，原始大小約是每張3GB（每個像素包含3位元組的資訊，每個位元組儲存一色彩頻道的資料）。

## 評價
至2008年2月9日，Game Rankings基於55項評分得出PC版的平均分數是84%，Metacritic也從52項評分中統計了84/100的得分。GameSpot的凱文‧凡歐德（Kevin VanOrd）給遊戲8.5/10的評分。
其他的評論大致上都相當正面，遊戲都評分落在8~9（滿分10）之間。
根據娛樂與休閒軟體出版商聯盟（Entertainment and Leisure Software Publishers Association）的統計，在2007年9月29日該週《雷神之戰》在英國是賣的最好的PC遊戲。
Xbox 360和PlayStation 3版的評價則沒那麼正面，IGN給了360版6.1分，PS3版5.3分，說明道遊戲問題和比PC版更差的圖像表現是低分的原因。

## 典藏版
《雷神之戰》有僅在Windows上發行的典藏版（Collector's Edition），2007年10月2日在北美發行，2007年9月9日在澳洲和歐洲發行（在歐洲發行的典藏版稱為進階版（Premium Edition））。典藏版包含遊戲本體、十張集換卡片（總共有十二張，但是前兩張只有預購才有辦法獲得）和一張額外光碟，其中有概念美術、HD影片、訪談、美術作品、可下載的小圖示、鈴聲和配樂曲目。